# Гідроелектроенергетика Ірландії
Рівнинний характер острова Ірландія відповідним чином відображається на гідроенергетичному потенціалі. У 2014 році ГЕС Республіки Ірландія (без урахування ГАЕС) забезпечили 709 млн кВт·год, або лише 2,6 % від загального виробництва електроенергії в країні. За більш сприятливих погодних умов виробництво може суттєво зростати, проте його питома вага залишається невеликою — так, у 2008 році гідроенергетика видала 965 млн кВт·год, що склало 3,1 % від загалу.

## ГЕС на Шенноні
Першу велику гідроелектростанцію спорудили в Республіці Ірландія у 20-х роках на річці Шеннон. Для роботи дериваційної ГЕС Ardnacrusha була побудована гребля Parteen, що спрямовує воду у підвідний канал довжиною 12,5 км. Після ГЕС інший 2,5-кілометровий канал повертає воду до річища. При цьому старим природним річищем Шеннона довжиною 17 км протікає трохи більше 5 % від загального стоку, що справило дуже серйозний вплив на раніше відоме місце вилову дикого атлантичного лосося. Якщо до створення гідроенергетичної схеми на Шенноні ним проходило на нерест близько 45 000 дорослих особин на рік, то зараз лише кілька сотень рибин долають дамбу. Споруда має серйозний негативний вплив і на іншу цінну атлантичну рибу — вугра, спеціальна програма по відлову та транспортуванню якого через дамбу не дає належних результатів. Втім, при всіх негативних наслідках для риболовлі та екології ГЕС Ardnacrusha мала особливе значення для енергосистеми країни. Ця найпотужніша ірландська гідроелектростанція (86 МВт) в момент побудови забезпечувала потреби всієї країни. У міру розвитку енергетики її значення знизилось, проте як маневрові потужності вона як і раніше відіграє важливу роль.

## Каскад ГЕС на Ліффі
Ліффі стала другою річкою Ірландії, чиї гідроресурси задіяли для виробництва електроенергії. ГЕС споруджували в місцях природних водоспадів, протягом 30-х — 40-х років тут побудували 3 електростанції. Два гідроагрегати найбільшої поміж них ГЕС Poulaphoucha мали загальну потужність 30 МВт, тоді як невеличкі станції  Golden Falls та Leixlip мали по одному гідроагрегату на 4 МВт.
Якщо Poulaphoucha та Golden Falls знаходяться доволі далеко від моря, вище від основних нерестовищ цінних атлантичних риб, то розташована на 56 км нижче ГЕС Leixlip слугує для останніх серйозним бар'єром (і це при 4-мегаватній потужності).

## Каскад ГЕС на Ерне
Ще у 1915 році була висловлена пропозиція про використання для виробництва електроенергії річки Ерне, падіння якої між Belleek та Ballyshannon сягає 40 метрів. Однією з умов реалізації проєкту була згода з боку Північної Ірландії, на яку припадає приблизно половина водозбірного басейну Ерне. Тому проєкт зміг дійти до стадії практичної реалізації лише після того, як у 1943 його підтримав прем'єр-міністр британської частини острова. 1945 року розпочались будівельні роботи в місцевості Ballyshannon. Для того, щоб спорудити 2 дамби, спочатку проклали 6-кілометровий обхідний канал. Введення в дію об'єкту припало на 1952 рік. Він складався з двох ГЕС — Cathleen's Fall потужністю 45 МВт та Cliff потужністю 20 МВт. Оскільки нижня станція знаходиться всього в 1,5 км від устя, спорудження каскаду мало серйозний негативний вплив на місцеву риболовлю, орієнтовану на атлантичного лосося.

## Електростанції на Лі та Кладі
Останнім з-поміж ірландських каскадів спорудили каскад ГЕС на річці Лі — його будівництво відбувалось в період з 1952 по 1957 рік. Більша станція Inniscarra має два гідроагрегати загальною потужністю 19 МВт, тоді яка ГЕС Carrigadrohid може виробляти 8 МВт. Традиційно для ірландських ГЕС, перегородження річки греблями мало суттєвий вплив на нерестовища лосося та вугра.
Нарешті, через два роки після введення в експлуатацію гідроенергетичної схеми на Лі, ірландська державна електроенергетична компанія EDS спорудила останню «велику» (за місцевими мірками) ГЕС на річці Кладі. Рівень води у природному озері Dunlewey Lough підвищили за допомогою греблі Cung. Іншим резервуаром, що забезпечує накопичення води для роботи електростанції, стало розташоване нижче за течією озеро Lough Nacung. Дамба Gweedore спрямовує воду Кладі 2,5-кілометровий підвідний дериваційний канал, що веде до розташованого у долині сусідньої річки Gweedore машинного залу. Втім, вся ця гідроенергетична схема видає потужність лише 4 МВт.

## Мала гідроенергетика
Після завершення в кінці 50-х ГЕС Кладі будівництво нових подібних споруд надовго припинилось, аж поки на початку 80-х не було надано дозвіл приватному сектору брати участь у розвитку малої гідроенергетики. Згідно із проведеним у 1997 році дослідженням, у цьому секторі потенційно можливо спорудити від 50 до 100 МВт потужностей. Станом на 2010 рік мала гідроенергетика Ірландії налічує біля півсотні станцій загальною потужністю 42 МВт із середньорічним виробітком електроенергії 227 млн кВт·год. До 2020 року планувалось спорудити ще 10 ГЕС та довести можливості малих станцій до 60 МВт.

## ГАЕС Республіки Ірландія
Станом на 2016 рік в енергосистемі Ірландії діє лише одна гідроакумулююча електростанція Turlough Hill. Її будівництво розпочали у 1968, а введення в експлуатацію припало на 1973—1974 роки. Станція розташована у горах Wicklow південніше Дубліна. За нижню водойму їй править озеро Lough Nahanagan, тоді як верхній резервуар утворений штучно. Чотири гідроагрегати однаковою потужністю по 73 МВт (всього 292 МВт) роблять цю ГАЕС найпотужнішою гідроелектростанцією Ірландії. Станція здатна видати електроенергію в мережу протягом 70 секунд після виникнення необхідності. З 2004 року на її базі діє центр управління ірландськими гідроелектростанціями.
У зв'язку з активним зростанням вітроенергетики, в Ірландії розглядають план побудови другої ГАЕС. Особливістю проєкту вартістю 650 млн євро є використання для створення перепаду висот не рельєфу, а шахти глибиною 230 метрів, що була закрита у 1993 році. Станція може бути споруджена не раніше 2022 року.